# Bailarinas do Faustão
As Bailarinas do Faustão constituem em um grupo de dançarinas que se apresentava semanalmente no programa televisivo brasileiro Domingão do Faustão, do dia 17 de abril de 1994 até o dia 13 de junho de 2021, e a partir do dia 17 de janeiro de 2022 até o dia 3 de março de 2023 se apresentavam diariamente no programa televisivo Faustão na Band no qual exerciam eventualmente as funções de assistentes de palco, repórteres, assistentes de produção, apresentadoras de merchandising e tutoras de dança em quadros como a Dança dos Famosos e a Dança das Feras. Do grupo destacam-se as apresentadoras Sabrina Sato e Carla Prata, as atrizes Juliana Alves, Thaíssa Carvalho, Robertha Portella, Carol Nakamura, Julianne Trevisol, Maíra Charken, Giselle Motta, Aline Campos e Alexandra Martins, as dançarinas Quitéria Chagas, Daiane Amêndola e Juliane Almeida, a jornalista Jaqueline Silva, a arquiteta e apresentadora Jaque Ciocci, a Musa Fitness Elaine Babo, e as influenciadoras digitais Mirella Santos, Drika Marinho, Érika Schneider, Juliana Valcézia e Lorena Improta.
Mais de 300 bailarinas passaram pelo programa.

## História
Já no início do Domingão do Faustão, o programa convidava dançarinos, incluindo homens, de diversas academias do Rio de Janeiro para se apresentarem. Cada episódio contava com um grupo diferente. A partir do domingo do dia 17 de abril de 1994 o Domingão do Faustão ganhou seu próprio corpo de baile fixo então chamado de Aeróbica do Faustão onde as bailarinas executavam movimentos aeróbicos nas coreografias e dançavam de tênis e maiô. A partir de 1999, com a mudança das gravações do programa do Teatro Fênix para o Projac o corpo de baile passou a ser chamado de Balé do Faustão onde as bailarinas começaram a usar vários tipos e modelos de figurinos e as coreografias passaram a ser mais elaboradas.
Em 22 de dezembro de 2022, todas as 17 bailarinas do Faustão na Band foram demitidas por causa de uma repaginação no programa e substituidas por outras 9. O motivo seria para evitar a comparação das rotinas das bailarinas entre a Globo e a Band. O progama tinha acabado de migrar para a nova emissora e sofria com demissões em massa. Faustão tentou defender o modelo que acreditava ser ideal, mas as mudanças ocorreram mesmo assim.

## Trabalhos
A seleção das dançarinas, além de critérios artísticos relacionados diretamente à dança e ao condicionamento físico das candidatas, também estabelece um padrão estético que acaba por fazer das dançarinas selecionadas um alvo frequente de publicações e trabalhos paralelos, especialmente aqueles de apelo erótico/sensual. Desse modo, relatam-se diversos trabalhos realizados por essas dançarinas, tais como ensaios fotográficos sensuais, para calendários, bem como ensaios para as principais revistas masculinas do país, como a Sexy e a Playboy, por exemplo. Além de todos esses ensaios, as bailarinas atuam ainda como assistentes de palco e tutoras de dança em quadros como o Dança dos Famosos, seja no próprio programa Domingão do Faustão ou até mesmo migrando para outras emissoras.

## Integrantes
- Aline Barbosa[12]
- Aline de Barros[12]
- Aline Campos (Aline Riscado)[13]
- Aline Pyrrho[12]
- Amanda Malaquias[14]
- Ana Balardim[15]
- Ana Flávia Simões[16]
- Ana Paula Guedes[14]
- Ângela Sousa[17]
- Arethusa Colombo[18]
- Ariane Magri[16]
- Bárbara Brito[19]
- Bárbara Perbone[19]
- Beatriz Larrat[14]
- Beatriz Michelle (Bia)[19]
- Bianca Jesuíno (Bibi)[19][nota 1]
- Brennda Martins[14]
- Bruna Padovani[16]
- Bruna Santos[14]
- Camila Albino[16]
- Camila Lobo[16]
- Carla Prata[17]
- Carol Agnelo[16]
- Carol Alves[19]
- Carol Amaral[14]
- Carol Miarelli[14]
- Carol Nakamura[2]
- Carol Soares[16]
- Daiane Amêndola
- Daiane de Paula[16]
- Drika Marinho[20]
- Drika Mattos[12]
- Emanuele Pamplona[19]
- Érica Rodrigues[16]
- Erika Schneider[16]
- Fabiana Schunk[21]
- Fernanda Batista[16]
- Francielle Pimenta (Fran)[14]
- Gabriela Baltazar[14]
- Gabriela Brasio (Gabi)[16]
- Gabrielle Cardoso (Gabe)[14]
- Giselle Motta
- Inaê Barros[19]
- Ivi Pizzott[16]
- Ivonete Liberato[12]
- Janaína Soares[12]
- Jaqueline Ciocci (Jaque)[14]
- Jenny Araujo[18]
- Jéssica Vilela
- Juliana Acácio[19]
- Juliana Alves[20]
- Juliana Fructuozo (Juju)[16]
- Juliana Olimon[16]
- Juliane Almeida[22]
- Julianne Trevisol[17]
- Kamilla Covas[23]
- Karina Barros[16]
- Késsia Luiza[19]
- Laís Vieira[18]
- Larissa Lannes[14]
- Larissa Parison[16]
- Laura Zanforlin[18]
- Leisiane Almeida[16]
- Leticia Lopes[18]
- Lorena Improta[2]
- Luiza Caldi[19]
- Luiza Módolo[17]
- Madu Fraga[19]
- Maíra Charken
- Mirella Santos[24]
- Mônica Lúcido[12]
- Natacha Horana[19]
- Nathália Melo[16]
- Nathália Ramos[14]
- Nathália Zannin[14]
- Nicole Navarro[14]
- Pâmella Gomes[16]
- Patrícia Salles[12]
- Paula Santos[14]
- Quitéria Chagas
- Rachel Drodowsky[16]
- Rachel Gutvilen[23]
- Raquel Guarini[16]
- Renata Cutro (Renata Roseno)
- Robertha Portella[25]
- Sabrina Rocha[16]
- Sabrina Sato[21]
- Sabrina Scherer[19]
- Stella Abreu[19]
- Stephanie Paula[14]
- Sthéfany Vidal (Fany)[16]
- Suellem Morimoto[16]
- Tainá Moraes[19]
- Taís Moraes[19]
- Tamara Fuchs[12]
- Tatiana Scarletti (Tati)[14]
- Thainara Latenik[19]
- Thais Santiago[16]
- Thaíssa Carvalho[26]
- Thayna Cupertino[14]
- Tuanny Suemy[16]
- Yanca Guimarães[14]
- Yasmin Marinho[14]